# Donnie Burns
Donnie Burns – tancerz, kawaler Orderu Imperium Brytyjskiego (1994 r.), ambasador Szkocji, wiceprezes i przewodniczący Komitetu Tańca Towarzyskiego Światowej Rady Tańca i Tańca Sportowego (the Dancesport Committee of the World Dance & Dancesport Council). Potrafi porozumiewać się w czterech językach.

## Życiorys
Donnie Burns urodził się w Hamilton (Szkocja), gdzie uczęszczał do szkoły podstawowej, w której jego matka była członkiem ciała pedagogicznego, zaś ojciec pracował jako nauczyciel w innej szkole.
Przez 2 lata studiował na wydziale prawa Uniwersytetu w Glasgow. W tym czasie rywalizował 
w amatorskich turniejach tanecznych i osiągnął Klasę Światową. Wtedy to jego przyjaciel nakłaniał go do porzucenia studiów i kontynuacji kariery tanecznej w Anglii. Poza tańcem grał w piłkę nożną zarówno w zespole szkoły podstawowej i średniej. Reprezentował szkołę średnią w skoku wzwyż na szczeblu krajowym i grał w krykiet w klubie Montherwell. Redagował również szkolny magazyn. 
Był członkiem koła dyskusyjnego odnoszącego duże sukcesy w kraju.
Słynny dziennikarz tamtych czasów - Charles Graham z Glasgow Herald tak pisał o 15-letnim wówczas Donniem: "Obecność i pewność miejsca tego chłopca na scenie [w życiu publicznym] wzbudza pełny respekt dla takiego młodzieńca". W wieku 17 lat został zatrudniony przez 
the Guardian w Manchesterze jako kierownik wykonawczy do spraw reklamy i marketingu gazety. Miał niesamowite szczęście i dostał samochód firmowy, a zarząd był bardzo wyrozumiały w stosunku do jego kariery tanecznej.

## Kariera taneczna
Razem ze swoją partnerką, Gaynor Fairweather, 15 razy zdobył tytuł mistrza świata w tańcach latynoamerykańskich (14 razy WPC - Profesjonalny Mistrz Świata, 1 raz  Mistrz Świata Pokazów Tańców Południowoamerykańskich - World South American Showdance). Karierę taneczną rozpoczął w wieku 6 lat, kiedy jego matka (znana tancerka amatorka) nauczyła go kilku podstawowych zasad tańców latynoamerykańskich. Stał się zagorzałym pasjonatem przywiązanym do jego własnego stylu tańca od pierwszego występu i w dniu swoich dwunastych urodzin zwyciężył na dwóch turniejach: Scottish Open juniorów i Mistrzostwach 
w tańcach latyno-amerykańskich na Uniwersytecie św. Andrzeja.
Mocno wierzy, że jego kariera zaczęła się na dobre, gdy razem ze swoją partnerką został wytypowany 
ze szkoły rodziców, aby reprezentować Wielką Brytanię na pierwszym wyjeździe za granicą dla młodzików zorganizowanym przez "Dance News", który odbywał się w Szwajcarii. Liczył wtedy 10 lat.
Miał zaszczyt bycia w finałach wszystkich stopni Mistrzostw Wielkiej Brytanii (młodzik, junior, amator, zawodowiec).
W 1999 roku prowadził w telewizji Mistrzostwa Świata Zawodowców rozgrywające się wówczas 
w Japonii.

## Osiągnięcia
Jego rekord zawiera wszystkie liczące się tytuły mistrzowskie jako amatora (Mistrzostwo Świata) i Europy w tańcach latynoamerykańskich amatorów, International British and American). Donnie Burns razem ze swoją partnerką – Gaynor Fairweather zdobył 14 razy Mistrzostwo Świata Zawodowców (1984–1996, 1998), Mistrzostwo Świata w Show tanecznym (Showdance) Zawodowców. Zwyciężył 5-krotnie  Wielkiego Szlema, 3 razy zdobył nagrodę Karla Alana (prestiżowa nagroda za osiągnięcia indywidualne). Był niepokonany w każdym turnieju, w którym brał udział w przeciągu niemalże dwóch dekad. Jego wyczyn dotyczący wielości wyżej wymienionych zwycięstw został zapisany w Księdze Rekordów Guinnessa. 

## Uczniowie mistrza
Donnie Burns trenował wielu czołowych tancerzy:
- Knut Saborg i Tone Nyhagen
- Paul Killick i Hanna Kartunne
- Carmen Vincelij
- Slavik Kryklivyvy i Karina Smirnoff
- Dimitri Timokhin i Anna Bezikova
- Sergey Ryupin i Elena Khvorova
- Sergey Sourkov i Agnieszka Melnicka
- Ruud Vermey
- Hans Galke i Bianca Schreiber
- Ralph Lepehne i Lydia Veisser
- Akira Hojo i Masami Suda
- Alan Tornsberg

## Donnie Burns na ekranie
- Jankesi- postać epizodyczna
- Brookside- serial TV
- Dance with Me

Poza filmami Donnie Burns wielokrotnie brał udział w nagraniach telewizyjnych jako zawodnik, komentator, prezenter, sędzia i demonstrator.